# António Barbosa Bacelar
António Barbosa Bacelar (Lisboa, 1610 - 1663) foi um poeta português. Após doutorar-se em Leis pela Universidade de Coimbra, dedicou-se ao magistério e à magistratura. Alguns de seus poemas foram reunidos na Fênix Renascida, como exemplo o soneto A Uma Ausênsia. Entretanto a maior parte de sua obra, em verso e em prosa, nunca veio a lume.
Escreveu Tres Musas del Melodino, impresso por Henrique Valente de Oliveira (que viria a ser impressor da casa real), no qual dedica um soneto em Tuba de Caliope a Dom Diogo Gomes de Figueiredo, General e mestre d'armas da Restauração, e ao seu tratado de artes marciais "Oplosophia e Verdadeira Destreza das Armas".